# Bahía de Douarnenez
La bahía de Douarnenez (del francés: baie de Douarnenez) es una bahía localizada en la costa noroccidental de Francia, en el departamento de Finisterre. Se encuentra entre la península de Crozon, al norte y el cabo Sizun, al sur y dibuja un gran semicírculo de más de 16 km de longitud y 20 km de anchura. Aunque al oeste está parcialmente cerrada por el cabo de la Chèvre [cabo de la Cabra], se abre en ese lado al mar de Iroise, con una anchura de unos 9 km. Al sureste se encuentra el puerto sardinero de Douarnenez, el único asentamiento de importancia en sus orillas que le dio nombre. La estación balnearia de Morgat está situada en el norte, en la península de Crozon.
Según la leyenda, en esta bahía habría sido engullida la ciudad de Ys.

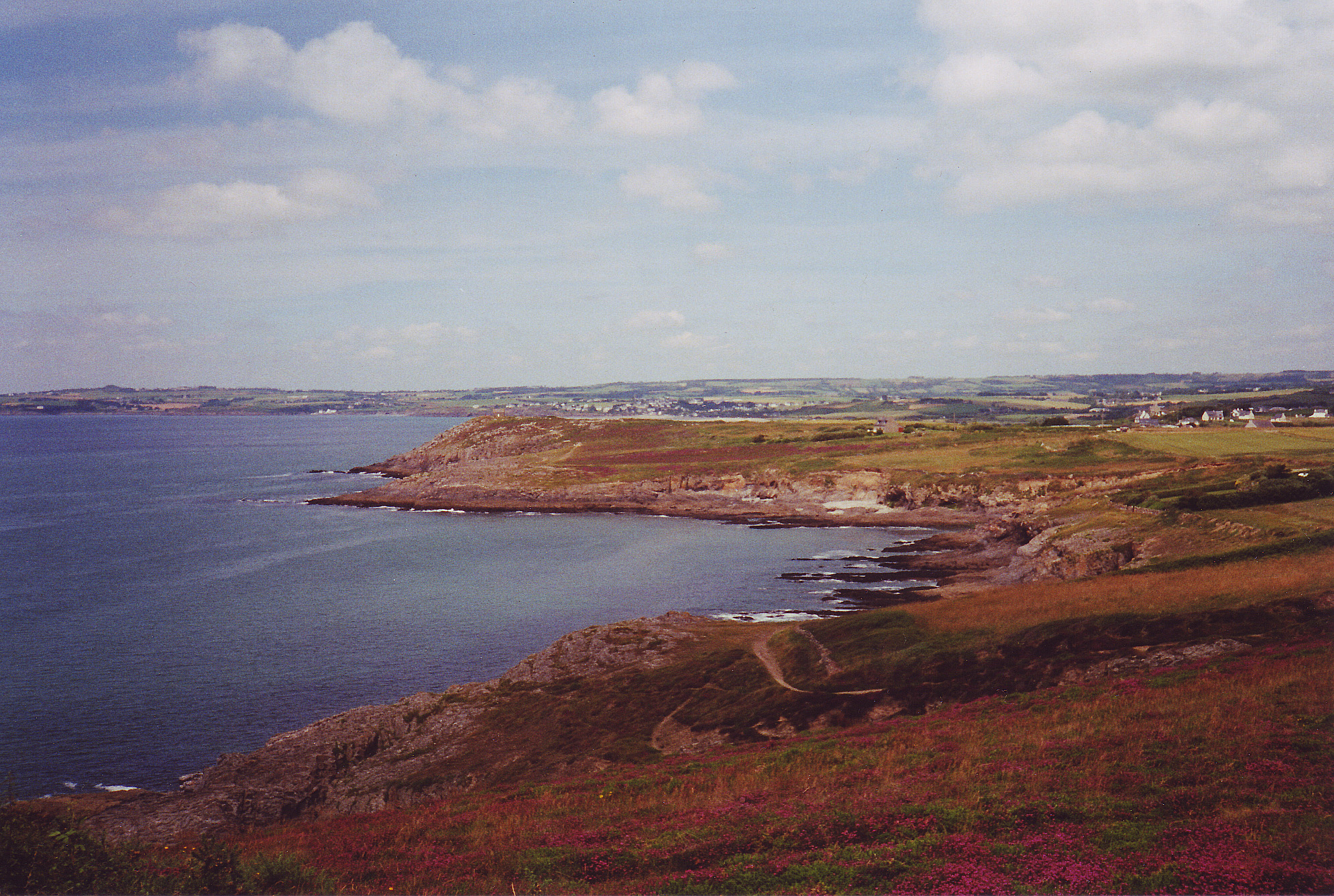
Vista de la costa de la bahía
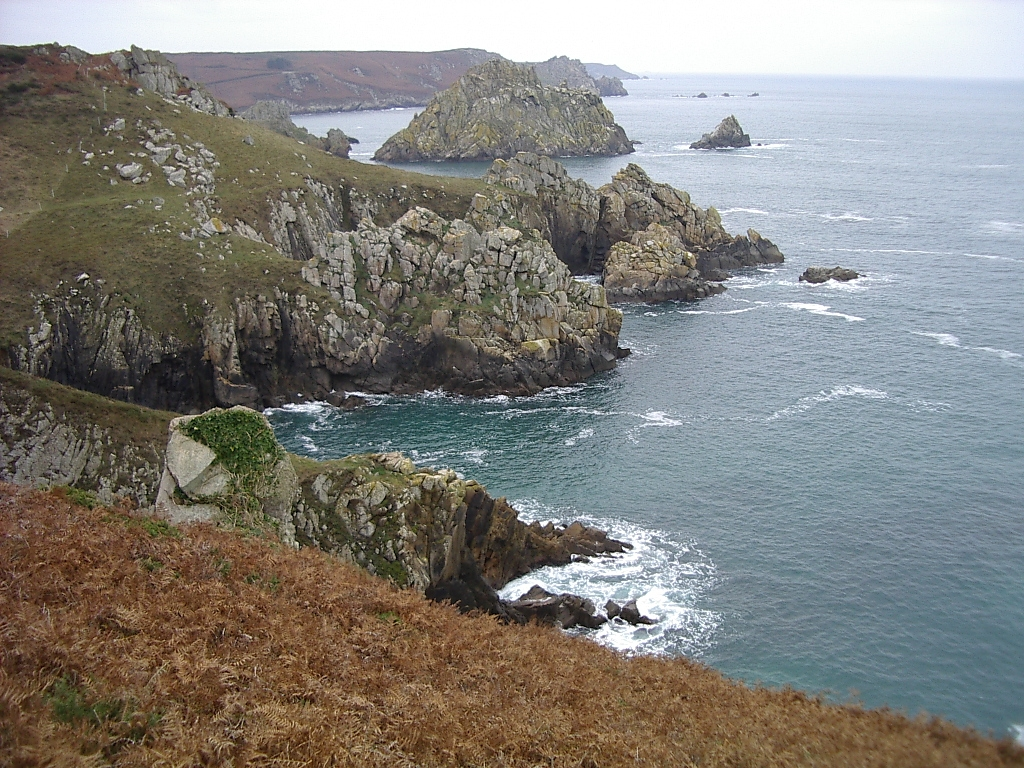
El cabo de Sizun, uno de los extremos de la bahía
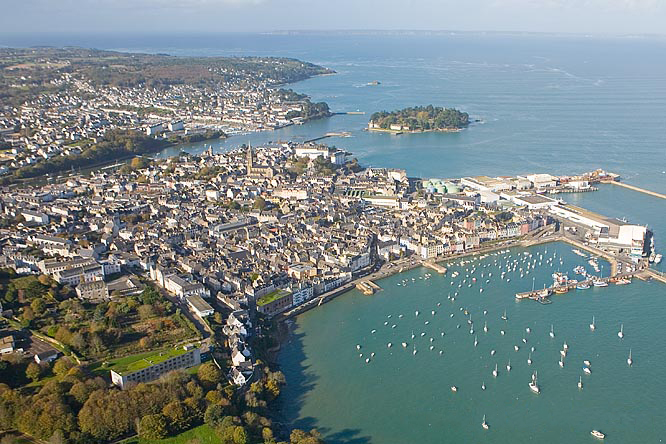
Vista aérea de Douarnenez